# Sigismondo Gorazdowski
Sigismondo Gorazdowski, in polacco Zygmunt (Sanok, 1º novembre 1845 – Leopoli, 1º gennaio 1920), è stato un presbitero polacco.
Sacerdote nell'arcidiocesi di Leopoli, e promotore di organizzazioni caritatevoli nel 1884 fondò la congregazione delle suore di San Giuseppe, (CSSJ).
È stato proclamato santo da papa Benedetto XVI il 23 ottobre 2005.